# Natasha Griggs
Natasha Louise Griggs (24 de janeiro de 1969) é uma política australiana. Desde 5 de outubro de 2017, Griggs é administradora dos territórios australianos do Oceano Índico, entre eles a Ilhas Cocos (Keeling).
Griggs foi eleita pela primeira vez nas eleições federais de 2010 como membro da Câmara dos Deputados da Austrália, Território do Norte, representando o Partido Liberal do País. Ela ocupava a cadeira do Partido Liberal na câmara. Foi reeleita nas eleições federais de 2013, mas perdeu seu assento para o candidato trabalhista Luke Gosling nas eleições federais de 2016.

## Historia
Griggs nasceu em Adelaide, mudou-se para a cidade quando tinha quatro semanas de idade e frequentou escolas primárias e secundárias em Alice Springs antes de se mudar para Darwin em 1987 para concluir um Bacharelado em Administração de Empresas na Universidade do Território do Norte (atual Universidade Charles Darwin).
Iniciou sua vida profissional no governo do Território do Norte no setor de TI. Antes de sua eleição para um cargo público, teve uma carreira no setor público e no setor privado, ocupando cargos de gerência sênior de projetos e de negócios. Em 2002, Griggs foi diagnosticada com câncer de tireóide, passando por seis meses tratamento intensivo. Venceu a doença e voltou ao trabalho. Atua na defesa de instituições de caridade e ONGs focadas em prevenção, pesquisa e tratamento de câncer. Além disso, Griggs é uma defensora proeminente de organizações comunitárias e sem fins lucrativos, levantando, em 1992, US $ 30.000 e sendo nomeada a principal arrecadadora de fundos do Território.
Griggs foi vereadora em 2008 e venceu a eleição para o Conselho da Cidade de Palmerston, durante o qual foi eleita por seus colegas para o cargo de vice-prefeita.

## Carreira Politíca
Em 2009, ela ganhou a pré-seleção do Partido Liberal da Austrália para o Parlamento da Austrália, ocupando a vaga do Partido Trabalhista que Damian Hale ocupava desde as eleições de 2007. Nas eleições de 2010, foi eleita pela primeira vez para o parlamento Austráliano. Tornando-se o primeiro membro da oposição na história da sede. Tornou-se a primeira mulher membro da Câmara dos Deputados a representar o Território do Norte. Durante seu primeiro mandato, ela se opôs à construção de uma instalação de resíduos nucleares no Território do Norte, argumentando que a ciência, e não a política, deveria determinar sua localização.
Entre 2010 e 2013, Griggs foi membro de três comitês parlamentares: o Comitê de Assuntos Aborígenes e dos Conselheiros Aborígines de Torres Strait, o Comitê Conjunto de Capitais Nacionais e Territórios Externos e o Comitê Conjunto da Rede de Detenção de Imigração da Austrália.
Griggs foi uma dos membros fundadores da Riding for the Disabled NT. É Patrona do SIDS e Kids NT.

### Eleições de 2016
Griggs ganhou as manchetes nacionais duas semanas após as eleições de 2016, depois de ter sido filmada agredindo uma pessoa que a filmava em um evento público da comunidade local. A filmagem, amplamente publicada desde então, mostrou Griggs se aproximando da pessoa que a filmava e agindo de maneira "hostil" e "agressiva", dizendo para "não me filmar!" pouco antes de atingir o celular derrubando-o no chão. Griggs afirmou que ela foi vítima de uma "organização sindical".
Uma pesquisa de opinião de votos do MediaReach, realizada em Salomão, com 513 eleitores, realizada de 22 a 23 de junho durante a campanha eleitoral de 2016, inesperadamente mostrou os Trabalhistas liderando fortemente de 61% a 39%.
Na eleição de 2016, realizadas em 2 de julho, Griggs foi derrotada por seu adversário trabalhista, Luke Gosling.